# Charles Constantine Pise
Charles Constantine Pise, ameriški jezuit in zgodovinar, * 1801, † 1866.
Pise je bil prvi rimskokatoliški kaplan Kongresa ZDA (1832-33). Napisal je tudi obsežno delo History of the Church from Its Establishment to the Present Century, zaradi česar ga je papež Gregor XVI. povišal v viteza Svete palače in grofa palatina (kot prvi Američan), in v viteza Svetega rimskega imperija ter prejel tudi doktorat.